# ای‌جی‌ام-۸۸ هارم

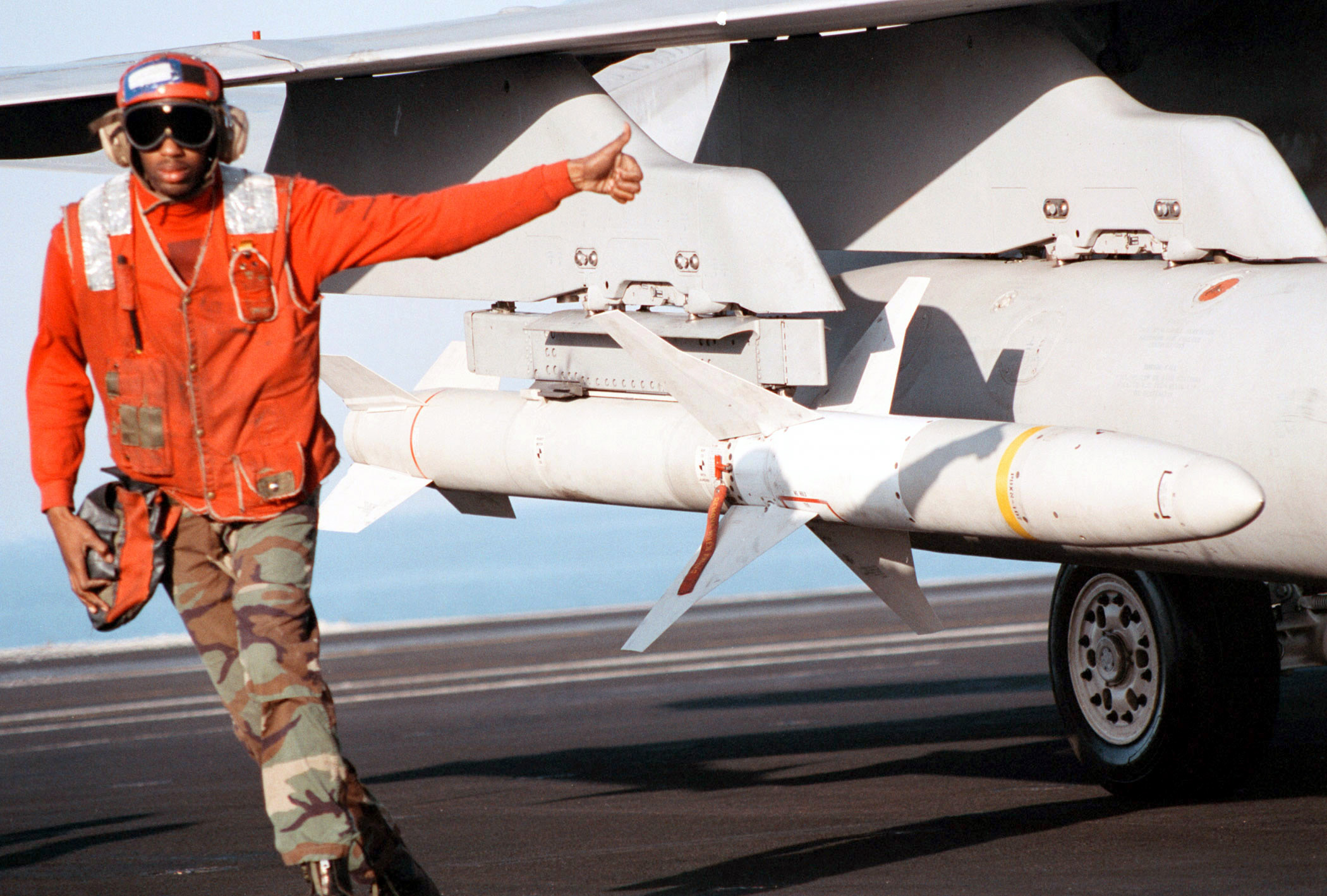
موشک ای جی ام-۸۸ اچ‌ای‌آرام نصب شده بر روی هواپیمای اف/ای-۱۸ هورنت

ای‌جی‌ام-۸۸ هارم (به انگلیسی: AGM-88 HARM مخفف موشک هوابه‌زمین ضدرادار پرسرعت) نوعی موشک ضدرادار مافوق صوت تاکتیکی هوابه‌زمین آمریکایی است که برای ردیابی امواج الکترونیکی رادارهای زمین‌به‌هوای دشمن و اصابت به آن‌ها طراحی شده‌است.
سیستم هدایتی این موشک بر اساس دریافت امواجی که از رادارهای زمین‌پایه ساطع می‌شود، فعالیت می‌کند. این سیستم هدایتی از یک آنتن ثابت و یک کلاهک جستجوگر بر روی دماغه موشک تشکیل می‌شود. یک موتور راکتی سوخت جامد دومرحله‌ای و بدون دود نیروی پیشرانه این موشک را تأمین می‌کند. مدل بی این موشک از یک نرم‌افزار بهینه‌شده تاکتیکی و حافظه‌ای با قابلیت برنامه‌ریزی مجدد بهره می‌برد و چهار مدل پیشرفته‌تر سی، دی و ئی هم در سال‌های بعدی ساخته شدند.
این موشک اهمیت کلیدی برای ارتش آمریکا و متحدان آن در عملیات‌های نابودی و توقف رادارهای سیستم‌های موشکی زمین‌به‌هوا، رادارهای هشدار سریع و سامانه‌های توپخانه‌ای دفاع هوایی مجهز به هدایت راداری دشمن دارد و هم‌اکنون توسط شرکت ریتیون تولید می‌شود.

## مشخصات
هارم تحولی در سیستم‌های موشکی ضد رادار محسوب می‌شد و با تلفیق بهترین ویژگی‌های دو موشک ای‌جی‌ام-۴۵ شرایک و ای‌جی‌ام-۷۸ استاندارد آرم و افزودن قابلیت‌های جدیدی ساخته شد. از نظر ظاهری این موشک به ای‌جی‌ام-۴۵ که ۲۵ سال پیش ساخته شده بود شباهت دارد اما بدنه درازتر و کمی قطورتری دارد.
طول این موشک ۴٬۱۴ متر، وزن آن ۳۶۰ کیلوگرم، قطر آن ۲۵۴ میلی‌متر و پهنای بال‌های آن ۱٬۰۱ متر است. برد هارم به بیش از ۴۸ کیلومتر و سرعت آن تا ۲۲۸۰ کیلومتر بر ساعت می‌رسد. کلاهک آن از ۶۶ کیلوگرم مواد منفجره تشکیل شده که البته نوع پیشرفته‌ای از این کلاهک با وزن حدود ۱۹ کیلوگرم ساخته شده‌است. هزینه طراحی این موشک ۶۴۴ میلیون دلار، و در مجموع ۱۹۶۰۷ فروند از آن برای نیروی هوایی و نیروی دریایی آمریکا تولید شده که هزینه تولید آن را در مجموع به ۵ میلیارد و ۵۶۸ میلیون دلار و در صورت افزودن هزینه‌های طراحی به ۶ میلیارد و ۲۱۲ میلیارد دلار می‌رساند. در نتیجه هزینه تولید هر فروند از این موشک ۲۸۳ هزار دلار بوده که با احتساب هزینه‌های طراحی به بیش از ۳۱۶ هزار دلار می‌رسد.

## تاریخچه
این موشک به سفارش نیروی هوایی آمریکا در شرکت تگزاس اینسترومنتس طراحی شده و تولید انبوه آن از سال ۱۹۸۳ آغاز شد اما بعد از مدتی امتیاز تولید آن به شرکت ریتیون واگذار شد. این موشک توسط جنگندههای مختلفی از جمله اف-۴ فانتوم، اف-۱۸ هورنت، اف-۱۶ فالکون، پاناویا تورنادو و اف-۳۵ استفاده می‌شود.
نخستین کاربرد عملیاتی این موشک به سال ۱۹۸۶ و عملیات تنگه کانیون علیه لیبی بازمی‌گردد که در جریان آن یک ایستگاه موشک زمین‌به‌هوای سام-۵ لیبی با موشک هارم یک جنگنده اف-۱۸ مورد اصابت قرار گرفت.
نیروهای ائتلاف در جنگ ۱۹۹۱ علیه عراق و جنگ ۱۹۹۹ کوزوو به‌طور گسترده از این موشک استفاده کردند. تنها در ۲۴ ساعت اول جنگ خلیج فارس بیش از ۵۰۰ موشک ای‌جی‌ام-۸۸ هارم به سوی حدود ۱۰۰ رادار دفاع هوایی عراق شلیک شد و در پی آن دفاع هوایی عراق برای جلوگیری از حملات ناچار شد تا دستگاه‌های رادار خود را خاموش کند به طوری که در ششمین روز جنگ انتشار امواج رادارهای سیستم‌های موشکی دفاع هوایی، توپ‌های ضدهوایی و هشدار سریع ۹۵ درصد کاهش یافته بود. در مجموع در این جنگ بیش از دو هزار موشک هارم به سوی رادارهای عراقی شلیک شدند.
آخرین مدل این موشک تا سال ۲۰۱۰ ای‌جی‌ام-۸۸ اچ‌ای‌آرام-ئی نام دارد که ۲۱۶۹ فروند از آن به قیمت هر فروند ۹۹۴ هزار دلار تولید شده‌است.